# 忍海女王
忍海女王（おしぬみじょおう/おしぬみのおおきみ、生没年不詳）は、奈良時代の皇族。名は忍海部女王・忍海若翁・忍海部若翁とも記される。長屋王の娘。位階は従四位下。

## 生涯
平城京左京三条八坊出土の長屋王家木簡には、「忍海若翁」・「忍海部若翁」と見える。
『続日本紀』には聖武朝の天平9年（737年）2月に、無位から従五位下に昇叙されたとあり、その後、長屋王の遺児である安宿王・黄文王・円方女王・紀女王とともに昇叙され、姉妹ともども従四位下を授けられている。同年、藤原四兄弟が天然痘のために相次いで亡くなっており、長屋王への鎮魂の意味もあったものと思われる。

## 官歴
『続日本紀』による。
- 天平9年（737年）2月14日：従五位下。10月20日：従四位下